# Élisabeth du Mont
Élisabeth V du Mont est une religieuse cistercienne qui fut la 21e abbesse de l'abbaye de la Cambre.

## Héraldique
d'argent à trois fleurs de lys au pied coupé de gueules, en chef un lambel d'azur à trois pendants